# اعتدال رافع
اعتدال رافع، أديبة وقاصة وصحفية سورية. ولدت في عام 1937 في عالية في لبنان، وتوفيت عام 2018.
أولعت بقراءة الكتب منذ الصغر وكانت تتخذها وسيلة لمواجهة جو الخصام العائلي. تزوجت عندما بلغت الثامنة عشرة من الفنان الكوميدي أنور البابا وهو من أسرة محافظة، ولم تكن تكثر الخروج من المنزل، فكانت تقضي وقتها في القراءة. نصحها بعض الأقرباء بالتقدم لامتحان الشهادة الثانوية العامة، فحصلت عليها وبعد ذلك حصلت على الإجازة في التاريخ من جامعة دمشق.
عملت في حقل التعليم، ثم في مديرية الآثار والمتاحف. كتبت في صحيفة البعث زاوية "حديث الصباح" (1982-1990)، وفي صحيفة تشرين زاوية "آفاق ثقافية". كما عملت في مجلة "الأزمنة العربية" (1989- 1991) وفي صحيفة "صوت الكويت" (1990-1991). وانتسبت إلى اتحاد الكتاب العرب بدمشق (جمعية القصة والرواية).
تزوجت الفنان الكوميدي أنور البابا وأنجبت منه ابنتين تخرجت إحداهما من كلية الآداب فرع اللغة الإنجليزية، وتخرجت الأخرى من كلية الهندسة الميكانيكية وتمارس في الوقت نفسه الفنون التشكيلية.

كانت تكتب في مقهى أبو شفيق الواقع في منطقة ربوة دمشق، وهو المقهى الذي كان يكتب فيه الشاعر محمد الماغوط والقاص زكريا تامر. قال عنها محمد الماغوط:
اعتدال رافع الجدَّةُ الطِّفلة.. لا أحد يُوقِّرها كجدَّة، ولا أحد يدللها كطفلة.
أمضت آخر حياتها في دار السعادة للمسنين في دمشق، وتوفيت فيها، وكانت تعمل على روايتها الأخيرة "صديقي السرطان" التي تكتب فيها عن تجربتها مع مرض السرطان الذي أُصيبت به عام 1990، لكنها ماتت قبل أن تكملها.

## نتاجها الأدبي
- مدينة الإسكندر (مجموعة قصصية) وزارة الثقافة - دمشق 1980
- امرأة من برج الحمل (مجموعة قصصية) وزارة الثقافة - دمشق 1986
- الصفر (مجموعة قصصية) دار إيبلا - دمشق 1988
- بيروت كل المدن: شهرزاد كل النساء (مقالات) دار الزاوية 1989
- يوم هربت زينب (مجموعة قصصية) وزارة الثقافة - دمشق 1996
- رحيل البجع (مجموعة قصصية) وزارة الثقافة - دمشق 1998
- أبجدية الذاكرة (مجموعة قصصية) وزارة الثقافة - دمشق 2000
- بوح من زمن آخر (مجموعة قصصية) وزارة الثقافة - دمشق 2006
- كلمات مسافرة (مجموعة شعرية) وزارة الثقافة - دمشق 2009
- أهداب مالحة (مجموعة قصصية) وزارة الثقافة - دمشق 2013
- حالات (شعر) وزارة الثقافة - دمشق 2014

## وصلات خارجية
- اعتدال رافع على موقع أرشيف الشارخ
- اعتدال رافع على موقع Goodreads
- حوار مطول مع الكاتبة اعتدال رافع في دار السعادة - «صحيفة وطن»